# Medalha Emil Fischer

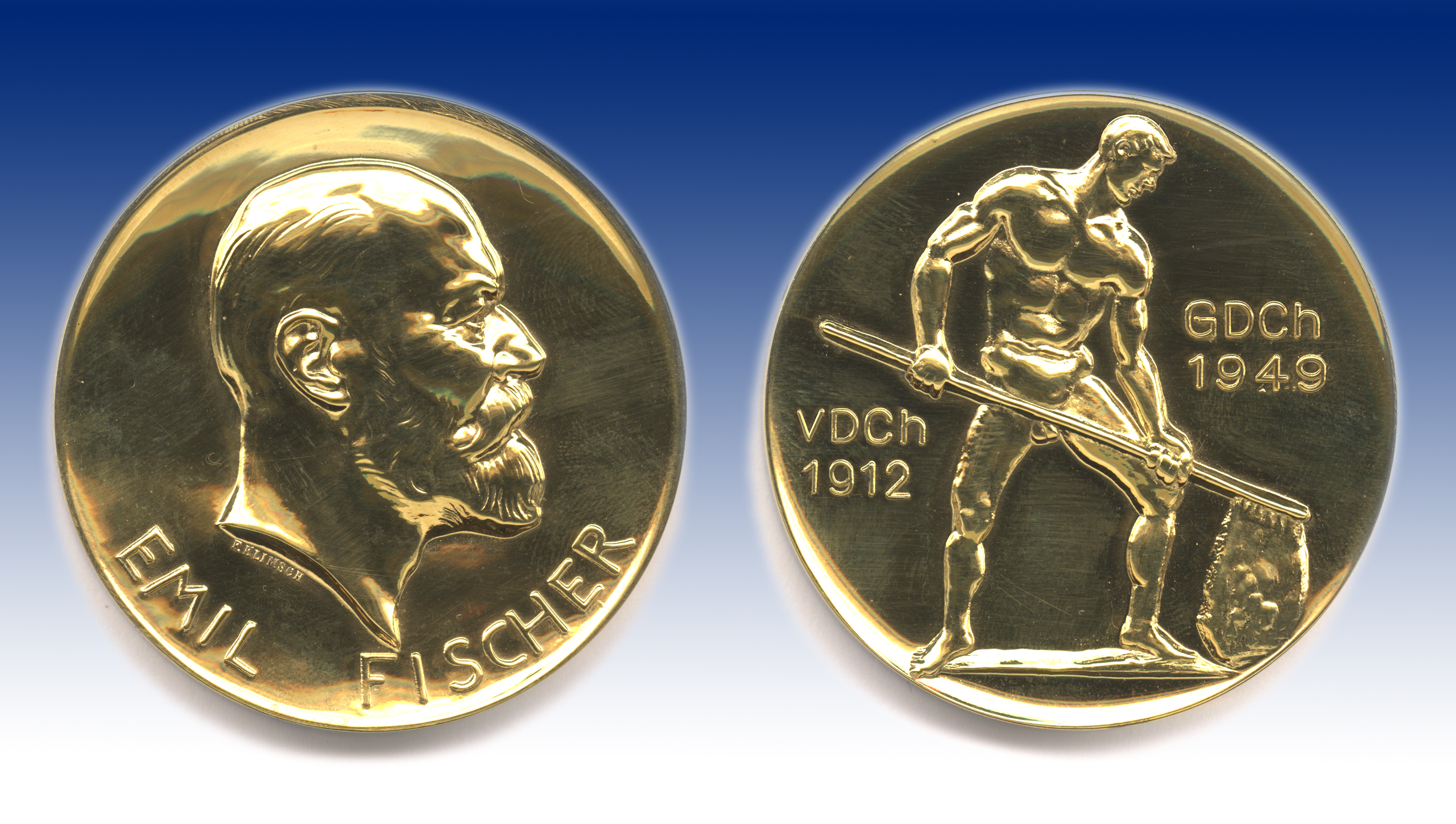
Medalha

A Medalha Emil Fischer (em alemão:  Emil-Fischer-Medaille) é concedida pela Sociedade Alemã de Química (em alemão:  Gesellschaft Deutscher Chemiker - GDCh) em memória do Prêmio Nobel Hermann Emil Fischer por trabalhos de destaque na área da química orgânica a cada dois ou três anos.

## Laureados[1]

### Medalha Emil-Fischer do VDCh
- 1912 – Fritz Hofmann
- 1919 – Otto Hahn
- 1922 – Carl Neuberg
- 1927 – Franz Joseph Emil Fischer e Alwin Mittasch
- 1928 – Fritz Schönhöfer, Werner Schulemann
- 1930 – Kurt Heinrich Meyer e Hermann Staudinger
- 1931 – Felix Ehrlich
- 1933 – Fritz Kögl
- 1934 – Hans Mauß e Fritz Mietzsch
- 1935 – Adolf Butenandt
- 1937 – Gerhard Domagk e Josef Klarer
- 1938 – Kurt Alder
- 1940 – Clemens Schöpf

### Medalha Emil Fischer da GDCh
- 1950 – Hans Meerwein
- 1951 – Burckhardt Helferich
- 1952 – Karl Freudenberg
- 1954 – Hans Brockmann
- 1955 – Hans Heinrich Schlubach
- 1958 – Walter König
- 1960 – Rudolf Criegee
- 1961 – Hans Herloff Inhoffen e Friedrich Weygand
- 1962 – Otto Westphal
- 1966 – Hellmut Bredereck
- 1967 – Arthur Lüttringhaus
- 1969 – Theodor Wieland
- 1970 – Günther Wilke
- 1975 – Emanuel Vogel
- 1978 – Hans Musso
- 1980 – Hans Paulsen
- 1982 – Hermann Stetter
- 1984 – Gerhard Quinkert
- 1986 – Wolfgang Steglich (Chemiker)
- 1988 – Rolf Geiger
- 1990 – Ekkehard Winterfeldt
- 1992 – Ivar Karl Ugi
- 1995 – Richard R. Schmidt
- 1997 – Horst Kessler
- 2000 – Horst Kunz
- 2002 – Dieter Enders
- 2004 – Lutz Friedjan Tietze
- 2006 – Bernd Giese
- 2008 – Peter Hofmann
- 2010 – Johann Mulzer
- 2012 – Herbert Waldmann
- 2014 – Matthias Beller
- 2016 – Dirk Trauner[2]